# Cantabria Gaitera: Fiesta de la Cultura Popular
Cantabria Gaitera: Fiesta de la Cultura Popular fue una celebración organizada por la Asociación para la Defensa de los Intereses de Cantabria (ADIC). Tenía como principal objetivo la promoción de la gaita de fuelle, instrumento tradicional en el occidente de Cantabria, además de promocionar y difundir las tradiciones cántabras en artesanía, productos de alimentación, deportes autóctonos, libros y música. 
Este instrumento musical ha sido el más popular en el occidente de Cantabria. Todas las fiestas populares eran siempre animadas por gaiteros; ellos daban el carácter de día especial a esas fechas. El modelo de gaita utilizado en todo el occidente cántabro es el mismo que el utilizado por los gaiteros de Asturias, de ahí que el uso de este tipo de cornamusa por dos comunidades diferentes obligue a denominar a este instrumento como «gaita cántabra». 
El certamen tuvo su origen en una escisión de la Fiesta de la Gaita Cántabra, organizada por ADIC y el Ayuntamiento de Val de San Vicente, con la colaboración de la Consejería de Cultura del Gobierno de Cantabria, en la localidad de Unquera. Debido a diferentes causas, la asociación ADIC pasó a organizar su propia fiesta en solitario a partir de 2010, pasando a ser Comillas el lugar de celebración del evento. 
En 2011 cambió su denominación a Cantabria Gaitera: Fiesta de la Cultura Popular. Al igual que en la edición anterior, se realizó en Comillas y se intentó dar un giro más popular al festejo, fomentándose de una manera notable la instalación del mercáu cántabro, con actuaciones de música tradicional con diferentes bandas de gaitas de Cantabria, grupos de danzas, grupos folk y actividades de deporte rural cántabro.